# Сьєрра (округ, Нью-Мексико)
Шаблон:StateAbbr_ 33°08′ пн. ш. 107°11′ зх. д. / 33.14° пн. ш. 107.19° зх. д.
Округ  Сьєрра (англ. Sierra County) — округ (графство) у штаті  Нью-Мексико, США. Ідентифікатор округу 35051.

## Історія
Округ утворений 1884 року.

## Демографія
За даними перепису 
2000 року 
загальне населення округу становило 13270 осіб, зокрема міського населення було 8840, а сільського — 4430.
Серед мешканців округу чоловіків було 6635, а жінок — 6635. В окрузі було 6113 домогосподарства, 3617 родин, які мешкали в 8727 будинках.
Середній розмір родини становив 2,75.
Віковий розподіл населення поданий у таблиці:
| Стать    | До 15 років | 15-21 | 22-29 | 30-39 | 40-49 | 50-65 | 65-85 | Понад 85 |
| -------- | ----------- | ----- | ----- | ----- | ----- | ----- | ----- | -------- |
| Чоловіки | 1137        | 496   | 350   | 613   | 855   | 1325  | 1678  | 181      |
| Жінки    | 1037        | 446   | 352   | 677   | 865   | 1446  | 1580  | 232      |

## Суміжні округи
- Сокорро — північ
- Лінкольн — північний схід
- Отеро — схід
- Донья-Ана — південь
- Луна — південь
- Грант — захід
- Катрон — північний захід

## Виноски
1. ↑  U.S. Decennial Census. United States Census Bureau. Процитовано 2 січня 2015.
2. ↑  Historical Census Browser. University of Virginia Library. Архів оригіналу за 11 серпня 2012. Процитовано 2 січня 2015.
3. ↑  Population of Counties by Decennial Census: 1900 to 1990. United States Census Bureau. Процитовано 2 січня 2015.
4. ↑  Census 2000 PHC-T-4. Ranking Tables for Counties: 1990 and 2000 (PDF). United States Census Bureau. Процитовано 2 січня 2015.
5. ↑  State & County QuickFacts. United States Census Bureau. Архів оригіналу за 6 червня 2011. Процитовано 30 вересня 2013. [Архівовано 2011-06-06 у Wayback Machine.](англ.) Наведено за англійською вікіпедією.
6. ↑  American FactFinder. Бюро перепису населення США. Архів оригіналу за 26 лютого 2012. Процитовано 31 січня 2008. [Архівовано 2008-05-21 у Wayback Machine.]

| США | Це незавершена стаття з географії США. Ви можете допомогти проєкту, виправивши або дописавши її. |